# Eucalyptus dalrympleana
Eucalyptus dalrympleana, conocido comúnmente como eucalipto blanco de montaña ("white mountain gum") es un árbol del género Eucalyptus de la familia de las mirtáceas. 

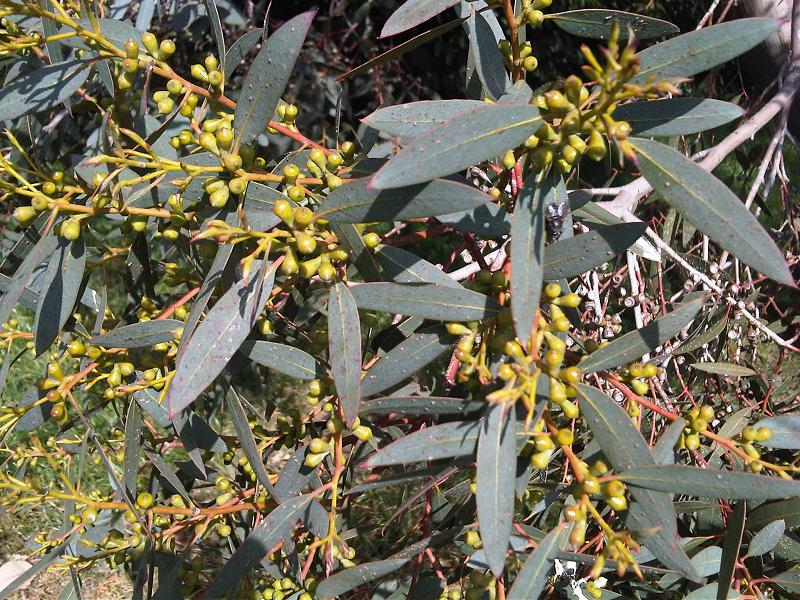
Frutos

## Descripción
Es un árbol alto, que crece hasta 50 m en condiciones favorables pero es pequeño e irregular en suelos pobres. La corteza es lisa, oscureciéndose a rosa salmón o café claro antes de mudarla para reveler una nueva corteza blanca. Las flores son blancas, en umbelas de tres y son buena fuente de miel en verano.

## Distribución
La especie crece en Queensland, Nueva Gales del Sur, Victoria y Tasmania.

## Taxonomía
Eucalyptus dalrympleana fue descrita por Joseph Maiden y publicado en The Forest Flora of New South Wales 7: 137, t. 241, A-F. 1920.
Etimología
Eucalyptus: nombre genérico que proviene del griego antiguo: eû = "bien, justamente" y kalyptós = "cubierto, que recubre". En Eucalyptus L'Hér., los pétalos, soldados entre sí y a veces también con los sépalos, forman parte del opérculo, perfectamente ajustado al hipanto, que se desprende a la hora de la floración.
dalrympleana: epíteto
Variedades
- Eucalyptus dalrympleana subsp. dalrympleana.
- Eucalyptus dalrympleana subsp. heptantha L.A.S.Johnson, Contr. New South Wales Natl. Herb. 3: 110 (1962).

## Bibliograría
- Holliday, I. A field guide to Australian trees (3rd edition), Reed New Holland, 2002
- PlantNET - New South Wales Flora Online: Eucalyptus dalrympleana